# Геззаль, Абделькадер
Абделькаде́р Мохаме́д Гезза́ль (араб. عبد القادر غزال‎, фр. Abdelkader Mohamed Ghezzal; 5 декабря 1984, Десин-Шапье, Франция) — французский и алжирский футболист, нападающий.

## Карьера
Абделькадер Геззаль сын выходцев из алжирского города Тлемсен. Он начал карьеру в клубе «Сен-Прие», где он забил за сезон 11 голов в 22 матчах. В 2005 году он перешёл в клуб серии В «Кротоне», за который сыграл только 6 игр, после чего перешёл в клуб серии С2 «Бьеллезе». В январе 2006 года Геззаль перешёл в «Про Сесто», за который провёл 31 матч и забил 9 голов.
В 2007 году Геззаль вернулся в «Кротоне» и стал вторым бомбардиром серии С1, забив 20 голов в 33 матчах. Также он стал первым иностранцем, который занял столь высокое место в бомбардирской гонке в серии С1. В 2008 году Геззаль перешёл в «Сиену», выкупившей половину контракта игрока вместе с «Дженоа» за 3 млн евро. С «Сиеной» Геззаль подписал контракт до 2012 года.
4 июля 2010 года Геззаль перешёл в «Бари», подписав контракт на 4 года. Отыграв за клуб один сезон, отправился в аренду сначала в «Чезену», а затем и в «Леванте».

## Международная карьера
23 октября 2008 года Геззаль сообщил, что принял решение выступать за сборную Алжира. 18 ноября того же года он дебютировал в составе национальной команды в игре с Мали (1:1). 11 февраля 2009 года он забил первый мяч за сборную, поразив ворота Бенина (2:1).
В 2010 году на чемпионате мира, в игре со Словенией, Геззаль получил две жёлтые карточки и был удалён с поля, после чего его команда пропустила гол и проиграла 0:1.